# Gråhuvad honungsfågel
Gråhuvad honungsfågel (Ptilotula keartlandi) är en fågel i familjen honungsfåglar inom ordningen tättingar.

## Utbredning och systematik
Fågeln förekommer enbart i norra Australien (Pilbara, Western Australia till nordvästra och centrala Queensland). Den behandlas som monotypisk, det vill säga att den inte delas in i några underarter.

## Status
IUCN kategoriserar arten som livskraftig.